# Edna Purviance
Olga Edna Purviance (ur. 21 października 1895 w Paradise w stanie Nevada, zm. 11 stycznia 1958 w Hollywood) – amerykańska aktorka filmów niemych.
Zagrała w blisko 40 filmach Charlie Chaplina, z którym była związana przez kilka lat.

## Filmografia
- 1915: Charlie się bawi - żona
- 1915: Charlie bokserem - Córka trenera
- 1915: Charlie w parku - niańka
- 1915: Charlie w Music-Hallu - Sprzedawczyni koralików
- 1915: Charlie na plaży - ukochana Charlie
- 1915: Panna Charlie
- 1915: Włóczęga
- 1915: Charlie gra Carmen - Carmen
- 1916: Charlie i hrabia
- 1916: Charlie gra w filmie
- 1916: Charlie na ślizgawce
- 1917: Spokojna ulica
- 1917: Imigrant
- 1918: Charlie żołnierzem
- 1921: Brzdąc - matka
- 1922: Dzień zapłaty
- 1923: Paryżanka
- 1923: Pielgrzym